# NGC 2176
NGC 2176 је расејано звездано јато у сазвежђу Златна риба које се налази на NGC листи објеката дубоког неба.
Деклинација објекта је - 66° 51' 12" а ректасцензија 6h 1m 19,4s. Привидна величина (магнитуда) објекта NGC 2176 износи 11,9. NGC 2176 је још познат и под ознакама ESO 86-SC50.